# 安東諾沃市鎮

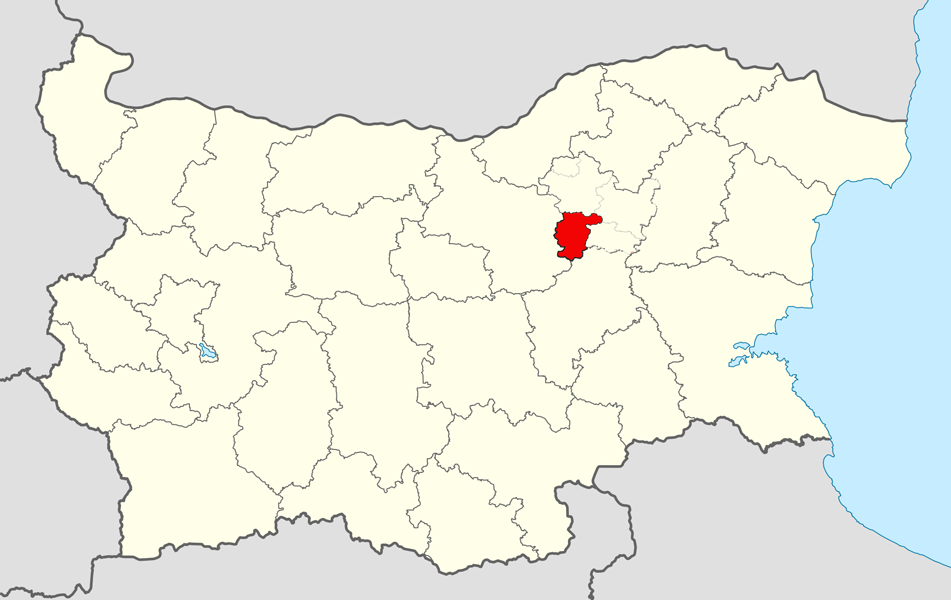

安東諾沃市，是保加利亞的城鎮，位於該國東北部，由特爾戈維什特州負責管轄，首府設於安東諾沃，面積472平方公里，2009年人口6,507，人口密度每平方公里13.79人。
43°6′N 26°9′E / 43.100°N 26.150°E